# Pro Bowl

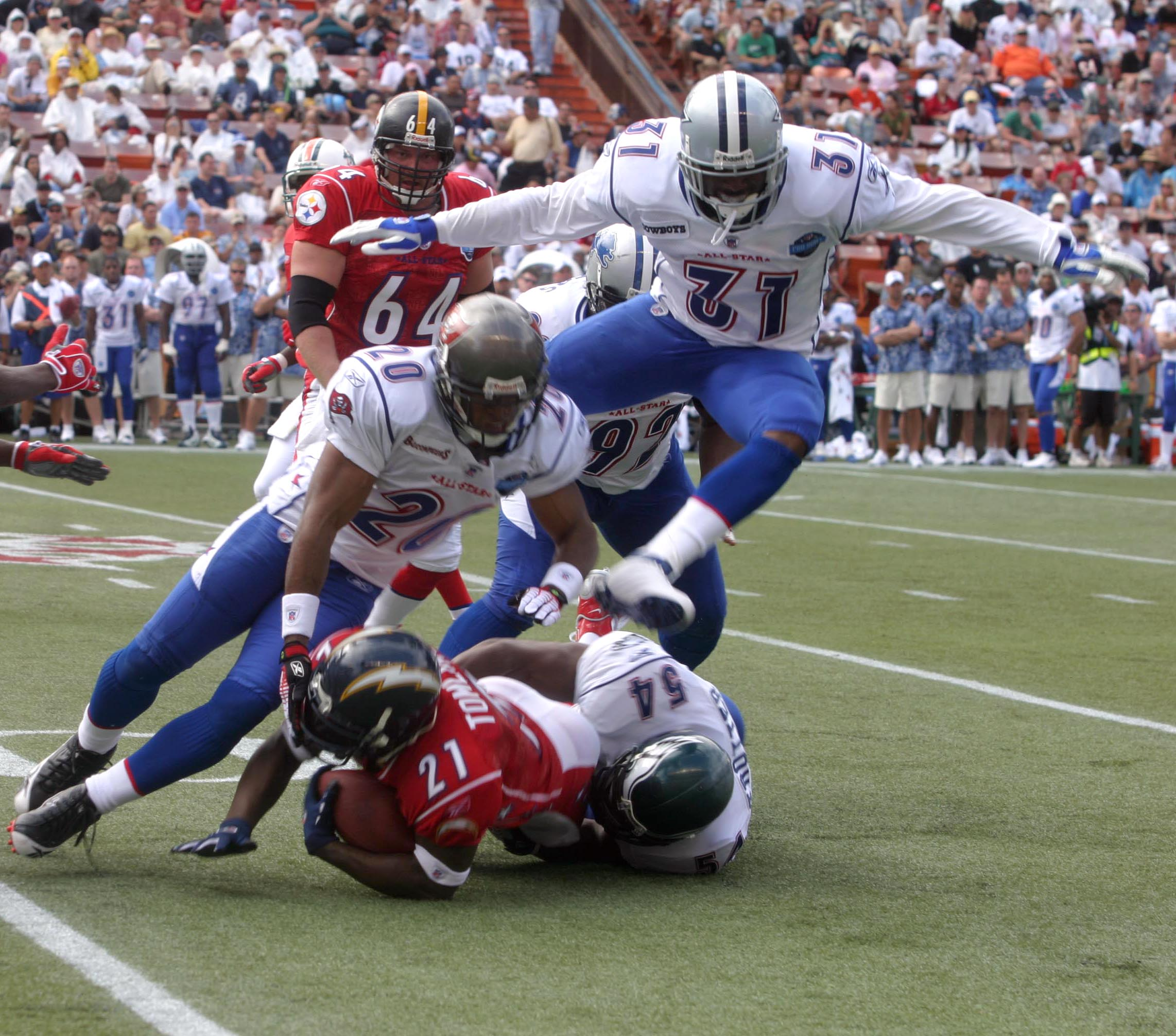
Jeremiah Trotter szereli Ladainian Tomlinson-t a Hawaii-n megrendezett 2006-os Pro Bowl során

A Pro Bowl az NFL All-Star mérkőzése. 1951-ben az NFL döntésének értelmében hozták létre, amely keretében először az American Conference és a National Conference játékosaiból összeállított csapatok játszottak egymás ellen. 1954–1970 között East és West, végül 1971 óta újra az AFC (American Football Conference) és az NFC (National Football Conference) legjobbjai csapnak össze.
Az első Pro Bowl-t a Los Angeles-i Memorial Coliseumban játszották és az AFC 28–27-es győzelmével zárult. Ezután 10 éven keresztül mindig Los Angeles-ben rendezték a Pro Bowl-t. 1962 és 1979 között változó helyszíneken folytak a küzdelmek, majd 1980-tól Hawaii-ban lelt otthonra a Pro Bowl és mind a mai napig ott rendezik a mérkőzést a Super Bowl előtt egy héttel.